# قرار مجلس الأمن التابع للأمم المتحدة رقم 2103
قرار مجلس الأمن التابع للأمم المتحدة رقم 2103، المتخذ بالإجماع في 22 مايو 2013م.

## روابط خارجية
- نص القرار في undocs.org